# Kløvet kamp
Kløvet kamp er betegnelsen for det byggemateriale, som består af flækkede kampesten. Det er tydeligt, at man har vidst, at granit eller til nød gnejs var de mest holdbare materialer, og kløvet kamp har været brugt i mange af vore middelalderlige sognekirker. Visse steder i landet er materialet helt dominerende, mens kirkerne andre steder mest er opført i kvadersten, altså tilhuggede, retvinklede granitsten.
Endnu op mod vores tid har man brugt kløvet kamp som byggemateriale til stalde og lader (se billedet), men ikke så gerne til stuehuse, da stenhuse let bliver plaget af fugt fra kondensvand på de kolde vægge.